# Adrián Marín Gómez
Adrián Marín Gómez (Torre-Pacheco, 9 januari 1997) is een Spaans voetballer die doorgaans als linksback speelt. Sinds 1 juli 2023 speelt hij bij de Portugese subtopper SC Braga.

## Biografie

### Clubcarrière
Marín kwam op twaalfjarige leeftijd in de jeugdopleiding van Villarreal terecht. Op 19 oktober 2013 debuteerde hij voor het B-elftal tegen UE Sant Andreu. Op 28 augustus 2014 debuteerde hij in het eerste elftal in de play-offwedstrijd voor de Europa League tegen Astana FK uit Kazachstan. Hij mocht na 57 minuten invallen voor Jaume Costa. Op 14 september 2014 maakte hij zijn debuut in de Primera División. 
Voor aanvang van het seizoen 2016-2017 werd Gómez verhuurd aan CD Leganés. Na zijn terugkeer bij Villarreal slaagde hij er niet in om basisspeler te worden. Hierop trok hij in juli 2018 naar Deportivo Alavés. Ook hier wist hij zich niet definitief door te zetten. In tweeënhalf seizoen speelde hij er slechts 23 wedstrijden.  Hij maakte in de winter van 2021 de overstap naar Granada CF. In de zomer van 2021 werd hij echter uitgeleend aan het Portugese FC Famalicão. Gómez draaide er een goed seizoen waarin hij vier keer scoorde in 29 wedstrijden. Na deze verhuurperiode bleef hij in de Portugese Primeira Liga. Gil Vicente FC nam hem over van Granada. Een jaar later werd hij opnieuw verkocht. Ditmaal aan SC Braga. 

### Interlandcarrière
Marín kwam voor verschillende jeugdelftallen voor Spanje uit. Voor de hoofdmacht speelde hij echter nog nooit. 

## Erelijst
| Competitie   |       |         |
| Aantal       | Jaren |         |
| SC Braga     |       |         |
| Taça da Liga | 2x    | 2023/24 |

2 Gómez ·
3 Bambu ·
4 Niakaté ·
6 Carvalho ·
7 Bruma ·
8 Moutinho ·
9 El Ouazzani ·
10 A. Horta ·
11 Fernandes ·
12 Sá ·
13 Ferreira ·
15 Oliveira ·
16 Zalazar ·
19 Marín ·
20 Gharbi ·
21 R. Horta  ·
22 Helguera ·
25 Ribeiro ·
26 Arrey-Mbi ·
27 Guitane ·
29 Gorby ·
33 Marques ·
77 Martínez ·
90 Fernández ·
91 Horníček ·
Coach: Carvalhal
· Keeperstrainer: Carvalho